# Mikve
Mikve (hebr. Mikweh, מִקְוֶה ili מקווה — slova su napisana obrnuto, tj. kao u ogledalu), hebrejska reč koja znači „bazen” ili „zborište” vode. 
U judaizmu to je obredno kupatilo u kome se nalazi bazen napunjen propisanom količinom vode čija je funkcija ritualno potapanje – ritualno pranje.Voda u Mikve mora biti „živa“. Mikve sa svojom živom i čistom vodom simboliše početak sveta – voda je prethodila stvaranju kopna. 
Prirodne mikve predstavlja voda dubljeg potoka, reke, jezera ili mora.
Prilikom naseljavanja jevrejske zajednice mikve je jedan od prvih objekata koji se gradi jer nema religioznog života bez nje. Ima prioritet nad izgradnjom Sinagoge. Po jevrejskim propisima, zajednica koja nema sopstveno mikve nema ni status zajednice.

## Pravila gradnje
Gradi se odvojeno za žene i za muškarce.
Mikve mora da bude uzidano u zemlju ili da bude deo zgrade čiji su temelji uzidani u zemlju.
Voda u pravljenom mikve ne sme da teče ili struji, a čovek ne sme da uloži napor pri njenom dopremanju.
Da bi voda bila „živa“ mikve se često sastoji od dva bazena pri čemu je u jednom sakupljena kišnica slobodnim padom, a u drugom, obično većem, voda iz vodovoda. Pošto veći bazen služi za pranje, da bi bio „živ“, dva bazena se povezuju uz pomoć cevi promera od oko 5 santimetara.
Voda u mikve može biti zagrevana.
Dimenzije mikve su definisane verskim propisima i moraju imati minimalno 40 sea (stara mera), što je oko 710 litara.

## Funkcija
Mikve nije namenjen održavanju higijene već obrednoj čistoći, ritualnom pročišćenju – promeni duhovnog statusa. Pošto je čovek biće koje ne može da živi pod vodom, potapanje i izranjanje cele osobe, kako se to pravilno izvodi, uključuje poništavanje i novo rađanje.

## Upotreba
Mikve koriste žene posle menstrualnog ciklusa, kao i posle porođaja. Mikvu prvi put koriste mlade pre venčanja.
Mikve koriste i muškarci pre venčanja, šabata, praznika, Jom Kipura...
Mikve se koriste i za „očišćenje“ posuđa pre prve upotrebe...
Pre ulaska u mikvu skida se odeća, nakit, šminka, lak za nokte, tj. svako strano telo koje nije deo osobe koja koristi mikvu, peru se zubi, kupa se, pere i češlja kosa.
Potapanje u mikvu je sastavni deo rituala kada neko prelazi u Judaizam, čak se smatra presudnim u tom procesu. Posle uranjanja u mikve osoba koja prelazi u Judaizam smatra se Jevrejem.
Smatra se da je hrišćanski običaj krštenja - potapanja u vodu, potekao od ovog jevrejskog rituala.

## Literatura
- Arije Kaplan: Rajske vode, tajna mikve; Književno društvo Pismo, Zemun, 1999.
- Rabin Kotel Da-Don: Židovstvo, Profil, Zagreb, 2004.
- Eli Tauber; Ilustrovani leksikon judaizma, Magistrat, Sarajevo, 2007.